# Esben Smed
Esben Smed Weinholt Jensen (født 13. juli 1984 i Odder) er en dansk skuespiller, først og fremmest kendt for titelrollen i filmen Lykke-Per. Han har også spillet fodboldspilleren John "Faxe" Jensen i filmen Sommeren '92 og den kriminelle Nicky Rasmussen i DR's dramaserie Bedrag.
Esben Smed er uddannet fra Statens Scenekunstskole i 2013. Esben Smed blev i 2017 kåret som Shooting Star af European Film Promotion – og denne hæder tildeltes i forbindelse med Filmfestivalen i Berlin.
I 2021 fik han Årets Reumert for titelrollen i Hamlet på Det kongelige Teater.

## Privat
Smed er kæreste med den århusianske biografdirektør Line Daugbjerg Christensen.

## Anerkendelse
- Tildelt Reumertprisen for Årets Talent (2014)
- Tildelt Lauritzenprisens kategori Believe in You-prisen / Delt med Natalie Madueño (2016)
- Nomineret til Bodilprisen for Bedste mandlige birolle (2016)
- Årets Reumert - årets mandlige hovedrolle for Hamlet (2021)

## Teaterroller
- Liberty - Teater Nordkraft (2013 - 2014)
- Hamlet - Det kongelige Teater (2020)

## Filmografi

### Film
| År   | Titel                     | Rolle                  | Note        |
| ---- | ------------------------- | ---------------------- | ----------- |
| 2003 | 2 ryk og en aflevering    | Mikkel                 |             |
| 2009 | Kærestesorger             | Leif                   |             |
| 2013 | Sorg og glæde             | Klipperen              |             |
| 2015 | Sommeren '92              | John "Faxe" Jensen     |             |
| 2017 | Aminas breve              | Janus Toft             |             |
| 2018 | Lykke-Per                 | Peter Andreas Sidenius | titelrollen |
| 2018 | Ditte & Louise            | Esben                  |             |
| 2019 | Ser du månen, Daniel      | Daniel Rye Ottosen     |             |
| 2019 | The Kindness of Strangers |                        |             |
| 2022 | Lykkelige omstændigheder  | Markus                 |             |
| 2023 | Kysset                    | Anton Abildgaard       |             |

### Tv-serier
| År   | Titel              | Rolle           | Note |
| ---- | ------------------ | --------------- | ---- |
| 2016 | Bedrag             | Nicky Rasmussen |      |
| 2023 | Agent              | Joe             |      |
| 2024 | Familier som vores |                 |      |